# Isbrueckerichthys
Isbrueckerichthys is een geslacht van straalvinnige vissen uit de familie van de harnasmeervallen (Loricariidae).

## Soorten
- Isbrueckerichthys duseni (Miranda Ribeiro, 1907)
  - = Hemipsilichthys duseni Miranda Ribeiro, 1907
  - = Pareiorhaphis duseni (Miranda Ribeiro, 1907)
- Isbrueckerichthys alipionis (Gosline, 1947)
  - = Pareiorhaphis alipionis Gosline, 1947
- Isbrueckerichthys epakmos Pereira & Oyakawa, 2003
- Isbrueckerichthys calvus Jerep, Shibatta, Pereira & Oyakawa, 2006
- Isbrueckerichthys saxicola Jerep, Shibatta, Pereira & Oyakawa, 2006